# Campeonato Mundial de Voleibol Femenino Sub-20 de 1991
El VI Campeonato Mundial de Voleibol Femenino Sub-20 se celebró en Checoslovaquia del 26 de julio al 4 de agosto de 1991. Fue organizado por la Federación Internacional de Voleibol. El campeonato se jugó en la subsede de Brno.

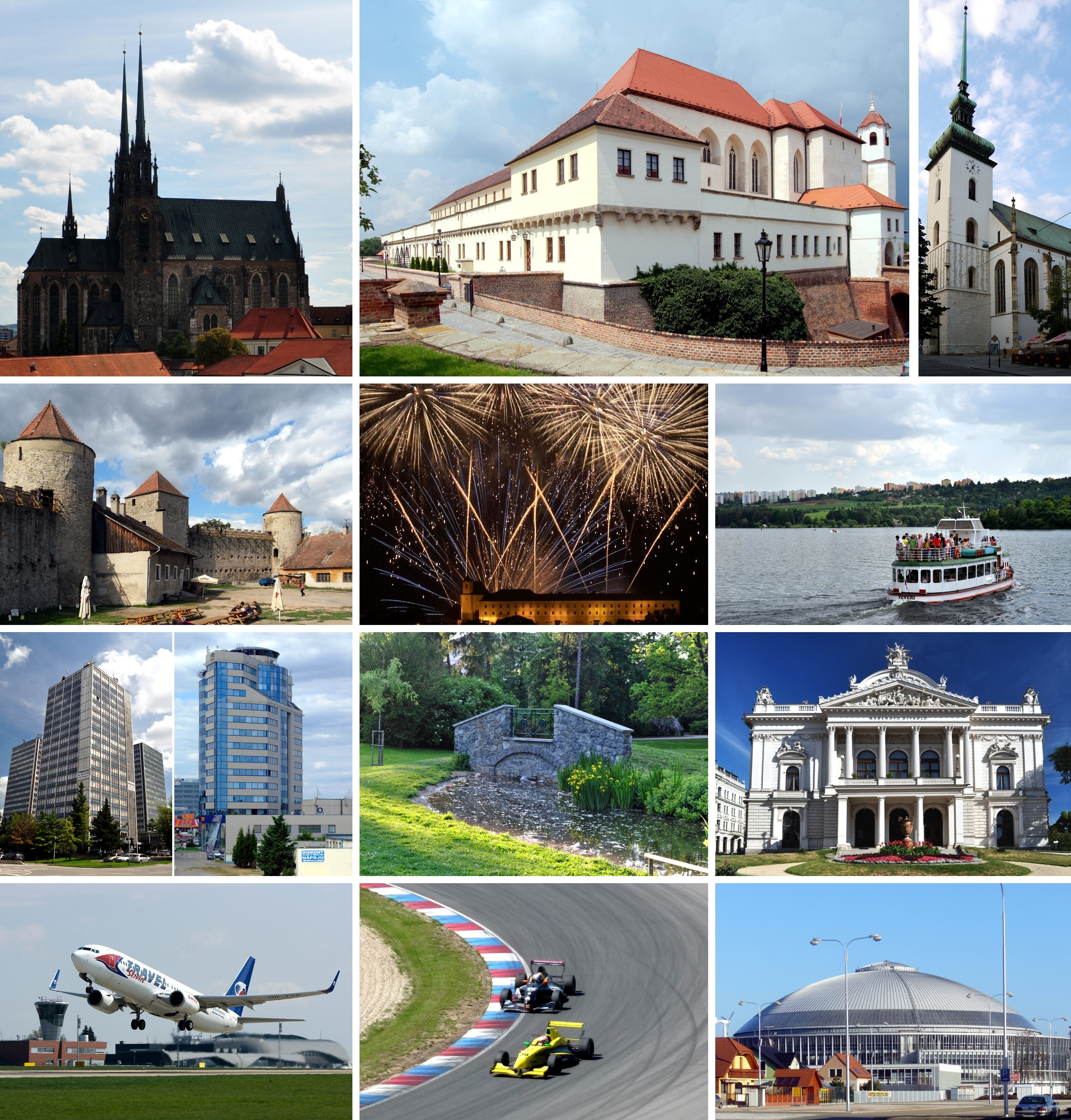
Brno Sede del VI Campeonato Mundial de Voleibol Femenino Sub-20

## Equipos participantes
| Grupo A        | Grupo B  | Grupo C         | Grupo D   |
| -------------- | -------- | --------------- | --------- |
| Checoslovaquia | China    | Unión Soviética | Japón     |
| China Taipéi   | Brasil   | Korea           | Italia    |
| Bulgaria       | Alemania | Perú            | Argentina |
| Venezuela      | Rumania  | Polonia         | Cuba      |

## Primera fase

### Grupo A

#### Clasificación
| Pos | Equipo         | PJ | PG | PP | SF | SC | PTS |
| --- | -------------- | -- | -- | -- | -- | -- | --- |
| 1   | Checoslovaquia | 3  | 2  | 1  | 8  | 4  | 7   |
| 2   | China Taipéi   | 3  | 2  | 1  | 7  | 5  | 5   |
| 3   | Bulgaria       | 3  | 2  | 1  | 8  | 6  | 6   |
| 4   | Venezuela      | 3  | 0  | 3  | 1  | 9  | 0   |

#### Resultados
| Fecha    | Partido        | Partido | Partido        | Resultado |
| -------- | -------------- | ------- | -------------- | --------- |
| 26/07/91 | Checoslovaquia | -       | Venezuela      | 3-0       |
| 26/07/91 | Bulgaria       | -       | China Taipéi   | 2-3       |
| 27/07/91 | Venezuela      | -       | Bulgaria       | 1-3       |
| 27/07/91 | China Taipéi   | -       | Checoslovaquia | 1-3       |
| 28/07/91 | China Taipéi   | -       | Venezuela      | 3-0       |
| 28/07/91 | Bulgaria       | -       | Checoslovaquia | 3-2       |

### Grupo B

#### Clasificación
| Pos | Equipo   | PJ | PG | PP | SF | SC | PTS |
| --- | -------- | -- | -- | -- | -- | -- | --- |
| 1   | China    | 3  | 3  | 0  | 9  | 2  | 8   |
| 2   | Brasil   | 3  | 2  | 1  | 6  | 3  | 6   |
| 3   | Alemania | 3  | 1  | 2  | 5  | 6  | 4   |
| 4   | Rumania  | 3  | 0  | 3  | 0  | 9  | 0   |

#### Resultados
| Fecha    | Partido  | Partido | Partido  | Resultado |
| -------- | -------- | ------- | -------- | --------- |
| 26/07/91 | China    | -       | Alemania | 3-2       |
| 26/07/91 | Rumania  | -       | Brasil   | 0-3       |
| 27/07/91 | Rumania  | -       | China    | 0-3       |
| 27/07/91 | Alemania | -       | Brasil   | 0-3       |
| 28/07/91 | Alemania | -       | Rumania  | 3-0       |
| 28/07/91 | China    | -       | Brasil   | 3-0       |

### Grupo C

#### Clasificación
| Pos | Equipo          | PJ | PG | PP | SF | SC | PTS |
| --- | --------------- | -- | -- | -- | -- | -- | --- |
| 1   | Unión Soviética | 3  | 3  | 0  | 9  | 0  | 9   |
| 2   | Korea           | 3  | 2  | 1  | 6  | 3  | 6   |
| 3   | Perú            | 3  | 1  | 2  | 3  | 6  | 3   |
| 4   | Polonia         | 3  | 0  | 3  | 0  | 9  | 0   |

#### Resultados
| Fecha    | Partido         | Partido | Partido         | Resultado |
| -------- | --------------- | ------- | --------------- | --------- |
| 26/07/91 | Unión Soviética | -       | Polonia         | 3-0       |
| 26/07/91 | Perú            | -       | Korea           | 0-3       |
| 27/07/91 | Korea           | -       | Unión Soviética | 0-3       |
| 27/07/91 | Polonia         | -       | Perú            | 0-3       |
| 28/07/91 | Korea           | -       | Polonia         | 3-0       |
| 28/07/91 | Unión Soviética | -       | Perú            | 3-0       |

### Grupo D

#### Clasificación
| Pos | Equipo    | PJ | PG | PP | SF | SC | PTS |
| --- | --------- | -- | -- | -- | -- | -- | --- |
| 1   | Japón     | 3  | 3  | 0  | 9  | 0  | 9   |
| 2   | Italia    | 3  | 2  | 1  | 6  | 3  | 6   |
| 3   | Argentina | 3  | 1  | 2  | 3  | 8  | 2   |
| 4   | Cuba      | 3  | 0  | 3  | 2  | 9  | 1   |

#### Resultados
| Fecha    | Partido   | Partido | Partido   | Resultado |
| -------- | --------- | ------- | --------- | --------- |
| 26/07/91 | Japón     | -       | Cuba      | 3-0       |
| 26/07/91 | Argentina | -       | Italia    | 0-3       |
| 27/07/91 | Cuba      | -       | Argentina | 2-3       |
| 27/07/91 | Italia    | -       | Japón     | 0-3       |
| 28/07/91 | Japón     | -       | Argentina | 3-0       |
| 28/07/91 | Italia    | -       | Cuba      | 3-0       |

#### Clasificación para la Segunda Fase
| – | Clasificado a cuartos de final.                                 |
| – | Clasificado a las eliminatorias por un pase a cuartos de final. |
| – | Eliminado de la competencia.                                    |

## Segunda fase

### Grupo E
Los campeones de la serie A, B, C y D están clasificados directamente a cuartos de final, se enfrentan por una mejor ubicación. "A" vs "D" / "B" vs "C".

#### Resultados
| Fecha    | Encuentro                        | Resultado | Set   | Set   | Set   | Set   | Set   | Puntuación total |
| Fecha    | Encuentro                        | Resultado | 1     | 2     | 3     | 4     | 5     | Puntuación total |
| -------- | -------------------------------- | --------- | ----- | ----- | ----- | ----- | ----- | ---------------- |
| 30-07-91 | Unión Soviética - Checoslovaquia | 3-0       | 15-08 | 15-12 | 15-12 |       |       | 45-32            |
| 30-07-91 | Japón - China                    | 3-2       | 17-16 | 13-15 | 17-16 | 08-15 | 15-12 | 70-74            |

### Grupo F
Los equipos ubicados en la 2ª y 3ª posición se enfrentan en eliminatorias. El equipo ganador pasa a cuartos de final mientras que el equipo que pierde se ubica automáticamente en la posición 9°. 

#### Resultados
| Fase            | Fecha    | Encuentro                | Resultado | Set   | Set   | Set   | Set | Set | Puntuación total |
| Fase            | Fecha    | Encuentro                | Resultado | 1     | 2     | 3     | 4   | 5   | Puntuación total |
| --------------- | -------- | ------------------------ | --------- | ----- | ----- | ----- | --- | --- | ---------------- |
| Eliminatoria 1° | 30-07-91 | Brasil - Argentina       | 3-0       | 15-06 | 15-03 | 15-01 |     |     | 45-10            |
| Eliminatoria 2° | 30-07-91 | Bulgaria - Corea del Sur | 0-3       | 05-15 | 01-15 | 04-15 |     |     | 10-45            |
| Eliminatoria 3° | 30-07-91 | Italia - Perú            | 3-0       | 15-10 | 15-06 | 15-08 |     |     | 45-24            |
| Eliminatoria 4° | 30-07-91 | China Taipéi - Alemania  | 0-3       | 05-15 | 14-16 | 07-15 |     |     | 26-46            |

## Fase final

### Por el 1° y 3° puesto
|  | Cuartos de final             | Cuartos de final             |                              |       | Semifinales            | Semifinales            |  |  | Final                        | Final |
|  |                              |                              |                              |       |                        |                        |  |  |                              |       |
|  | 2 de agosto - Checoslovaquia |                              |                              |       |                        |                        |  |  |                              |       |
|  |                              |                              |                              |       |                        |                        |  |  |                              |       |
|  | Brasil                       | 3                            |                              |       |                        |                        |  |  |                              |       |
|  | Brasil                       | 3                            | 3 de agosto - Checoslovaquia |       |                        |                        |  |  |                              |       |
|  | Checoslovaquia               | 0                            |                              |       |                        |                        |  |  |                              |       |
|  | Checoslovaquia               | 0                            | Brasil                       | 3     |                        |                        |  |  |                              |       |
|  | 2 de agosto - Checoslovaquia |                              | Brasil                       | 3     |                        |                        |  |  |                              |       |
|  |                              | Japón                        | 2                            |       |                        |                        |  |  |                              |       |
|  | Japón                        | Japón                        | 2                            | 3     |                        |                        |  |  |                              |       |
|  | Japón                        |                              | 4 de agosto - Checoslovaquia | 3     |                        |                        |  |  |                              |       |
|  | Alemania                     | 0                            |                              |       |                        |                        |  |  |                              |       |
|  | Alemania                     | 0                            | Unión Soviética              | 3     |                        |                        |  |  |                              |       |
|  | 2 de agosto - Checoslovaquia |                              | Unión Soviética              | 3     |                        |                        |  |  |                              |       |
|  |                              | Brasil                       | 0                            |       |                        |                        |  |  |                              |       |
|  | Corea del Sur                | Brasil                       | 0                            | 0     |                        |                        |  |  |                              |       |
|  | Corea del Sur                | 3 de agosto - Checoslovaquia |                              | 0     |                        |                        |  |  |                              |       |
|  | China                        | 3                            |                              |       |                        |                        |  |  |                              |       |
|  | China                        | 3                            | Unión Soviética              | 3     | Tercer y cuarto puesto | Tercer y cuarto puesto |  |  |                              |       |
|  | 2 de agosto - Checoslovaquia |                              | Unión Soviética              | 3     | Tercer y cuarto puesto | Tercer y cuarto puesto |  |  |                              |       |
|  |                              | China                        | 2                            |       |                        |                        |  |  |                              |       |
|  | Italia                       | China                        | 2                            | 0     | Japón                  | 3                      |  |  |                              |       |
|  | Italia                       |                              |                              | 0     | Japón                  | 3                      |  |  |                              |       |
|  | Unión Soviética              | 3                            |                              | China | 0                      |                        |  |  |                              |       |
|  | Unión Soviética              | 3                            |                              |       | 0                      |                        |  |  |                              |       |
|  |                              |                              |                              |       |                        |                        |  |  | 4 de agosto - Checoslovaquia |       |
|  |                              |                              |                              |       |                        |                        |  |  |                              |       |

### Semifinales
| Fecha    | Encuentro               | Resultado | Set   | Set   | Set   | Set   | Set   | Puntuación total |
| Fecha    | Encuentro               | Resultado | 1     | 2     | 3     | 4     | 5     | Puntuación total |
| -------- | ----------------------- | --------- | ----- | ----- | ----- | ----- | ----- | ---------------- |
| 03-08-91 | Brasil - Japón          | 3-2       | 08-15 | 15-06 | 08-15 | 15-10 | 15-10 | 61-56            |
| 03-08-91 | Unión Soviética - China | 3-2       | 09-15 | 15-09 | 15-08 | 03-15 | 15-06 | 57-53            |

### 3° Puesto
| Fecha    | Encuentro     | Resultado | Set   | Set   | Set   | Set   | Set | Puntuación total |
| Fecha    | Encuentro     | Resultado | 1     | 2     | 3     | 4     | 5   | Puntuación total |
| -------- | ------------- | --------- | ----- | ----- | ----- | ----- | --- | ---------------- |
| 04-08-91 | Japón - China | 3-1       | 15-02 | 09-15 | 16-14 | 17-15 |     | 57-48            |

### 1° Puesto
| Fecha    | Encuentro                | Resultado | Set   | Set   | Set   | Set | Set | Puntuación total |
| Fecha    | Encuentro                | Resultado | 1     | 2     | 3     | 4   | 5   | Puntuación total |
| -------- | ------------------------ | --------- | ----- | ----- | ----- | --- | --- | ---------------- |
| 04-08-91 | Unión Soviética - Brasil | 3-0       | 15-09 | 15-12 | 15-11 |     |     | 45-32            |

### Por el 5° y 7º puesto
|  | Semifinales 5° - 7° | Semifinales 5° - 7° |   |          | 5º puesto      | 5º puesto |  |
|  |                     |                     |   |          |                |           |  |
|  |                     |                     |   |          |                |           |  |
|  |                     |                     |   |          |                |           |  |
|  | Checoslovaquia      | 3                   |   |          |                |           |  |
|  | Alemania            | 1                   |   |          |                |           |  |
|  |                     |                     |   |          |                |           |  |
|  |                     |                     |   |          |                |           |  |
|  |                     |                     |   |          | Checoslovaquia | 1         |  |
|  |                     | Corea del Sur       | 3 |          |                |           |  |
|  |                     |                     |   |          |                |           |  |
|  |                     |                     |   |          |                |           |  |
|  |                     |                     |   |          | 7º puesto      |           |  |
|  |                     |                     |   |          |                |           |  |
|  | Corea del Sur       | 3                   |   | Alemania | 0              |           |  |
|  | Italia              | 0                   |   |          | Italia         | 3         |  |

### Clasificación 7°
| Fecha    | Encuentro         | Resultado | Set   | Set   | Set   | Set | Set | Puntuación total |
| Fecha    | Encuentro         | Resultado | 1     | 2     | 3     | 4   | 5   | Puntuación total |
| -------- | ----------------- | --------- | ----- | ----- | ----- | --- | --- | ---------------- |
| 04-08-91 | Alemania - Italia | 0-3       | 15-17 | 11-15 | 09-15 |     |     | 35-47            |

### Clasificación 5°
| Fecha    | Encuentro                      | Resultado | Set   | Set   | Set   | Set   | Set | Puntuación total |
| Fecha    | Encuentro                      | Resultado | 1     | 2     | 3     | 4     | 5   | Puntuación total |
| -------- | ------------------------------ | --------- | ----- | ----- | ----- | ----- | --- | ---------------- |
| 04-08-91 | Checoslovaquia - Corea del Sur | 1-3       | 12-15 | 15-11 | 11-15 | 08-15 |     | 47-56            |

## Podio
| Unión Soviética |
| 1º Título       |
| Unión Soviética |

## Clasificación general
| Pos | Equipo                         |
| --- | ------------------------------ |
| 1   | Unión Soviética                |
| 2   | Brasil                         |
| 3   | Japón                          |
| 4   | China                          |
| 5   | Korea                          |
| 6   | Checoslovaquia                 |
| 7   | Italia                         |
| 8   | Alemania                       |
| 9   | China Taipéi                   |
| 10  | Bulgaria                       |
| 11  | Argentina                      |
| 12  | Perú                           |
| 13  | Cuba Polonia Rumania Venezuela |

| Predecesor: Perú 1989 | Campeonato Mundial de Voleibol Femenino Sub-20 Checoslovaquia 1991 | Sucesor: Brasil 1993 |

- Datos: Q20016763